# Поляны (Рязанский район)
Поля́ны — старинное рязанское село в Рязанском районе Рязанской области. Является административным центром Полянского сельского поселения.

## История
Известно по письменным источникам с XVII века. Впервые село упоминается в документах как одна из боярских вотчин. Это были два села, возникшие на лесных полянах — Первые и Вторые Поляны. К концу 17 в. сёла слились в одно, сохранив название — Поляны. Поляны расположено на расстоянии 12 км к северу  от г. Рязань.
Село Поляны в начале 18 в. относилось к Шумашской волости. С 1719 года в селе Поляны существовала Богоявленская церковь, принадлежащая приходу в селе Шумашь. До настоящего времени эта церковь не сохранилась.
В 1748 г. за гвардии секунд-майором Василием Лаврентьевичем Петрово-Соловово (28.02.1715 – 3.11.1767) состояло поместье в д. Большие Поляны Окологородного стана Рязанского уезда.
В 1905 г. в селе Поляны насчитывалось 639 дворов, 4094 жителя, две школы — церковно-приходская и земская, кредитное товарищество, казённая лавка, две ветряные мельницы, работал лесопильный завод.
Поляны бурно строились и росли в 70-80 годы двадцатого века как посёлок мелиораторов. В этот период население резко увеличилось за счёт приезжих из разных областей Советского Союза.

## Население
| 1859 | 1897  | 1906  | 2002  | 2010  | 2021  |
| ---- | ----- | ----- | ----- | ----- | ----- |
| 2089 | ↗3947 | ↗4094 | ↗6328 | ↗6623 | ↘6371 |

## Транспорт
В Поляны можно доехать из Рязани с Приокского автовокзала на автобусах или маршрутных такси идущих в Солотчу, Заборье, Агропустынь и Полково.